# 921 Jovita
921 Jovita, asteroid glavnog pojasa. Otkrio ga je Karl Wilhelm Reinmuth, 4. rujna 1919.

## Vanjske poveznice
- Minor Planet Center